# 트롤 (1986년 영화)
《트롤》(Troll)은 미국에서 제작된 존 칼 버에츨러 감독의 1986년 판타지, 공포 영화이다. 노아 헤서웨이 등이 주연으로 출연하였고 앨버트 밴드 등이 제작에 참여하였다. 트롤 2, 트롤 3와는 관련이 없다.

## 출연

### 주연
- 노아 헤서웨이
- 마이클 모리어티
- 셸리 핵

### 조연
- 제니 벡
- 소니 보노
- 필 폰다카로
- 브래드 홀
- 앤 록하트
- 줄리아 루이스 드레이퍼스

## 기타
- 협력프로듀서: 데브라 디온
- 미술: 지오바니 나탈루치